# ريو ياماموتو
ريو ياماموتو (باليابانية: 山本 僚) (26 يونيو 1984 في ناكانو في اليابان – )؛ هو لاعب كرة قدم كان يلعب كمدافع.

## وصلات خارجية
- ريو ياماموتو على موقع Soccerway.com (الإنجليزية)